# Bandera de Siero

Versión con el paño verde.

La bandera de Siero es la bandera municipal de Siero, Asturias (España). Es rectangular, de un largo equivalente a 3/2 el ancho. En la actualidad es azul con el escudo del concejo en el centro. No tiene sanción legal, y anteriormente, hasta finales del siglo XX, se utilizaba otra versión con el paño verde, como el color del campo del escudo, que es de Sinople.
- Datos: Q5718785